# Johann Jakob Gächter
Johann Jakob Gächter (* 22. September 1833 in Oberriet; † 29. Juli 1905 in Altstätten) war ein Schweizer Politiker.

## Leben
Gächter wurde am 22. September 1833 als ältester Sohn des Jakob Gächter (damals Bauer und Gemeinderat) aus Eichenwies und der Maria Martha Lüchinger aus Montlingen geboren. Er machte eine Ausbildung als Kaufmann und amtete zunächst als Lehrer in Eichenwies. Nach seiner Hochzeit mit Anna Maria Hongler im Jahre 1860 zog er nach Altstätten und wurde dort Wirt zur Felsenburg (Kugelgasse). Um 1900 war er Gerichtspräsident in Altstätten. Zusätzlich zu diesem Amt wurde er 1899 für den Wahlkreis St. Gallen-Nordost in den Nationalrat (Katholisch-Konservative) gewählt, in welchem er bis zu seinem Tod im Jahr 1905 blieb.